# دانييل جيمس
دانييل جيمس (بالإنجليزية: Daniel James)‏ هو كاتب أغاني ومنتج أسطوانات أسترالي، ولد في 21 يوليو 1975 في سيدني في أستراليا.

## وصلات خارجية
- دانييل جيمس على موقع ميوزك برينز (الإنجليزية)
- دانييل جيمس على موقع ديسكوغز (الإنجليزية)